# Pál Járdányi
Pál Járdányi, född 30 januari 1920 i  Budapest, död 29 juli 1966 i samma stad, var en ungersk tonsättare och musikpedagog.

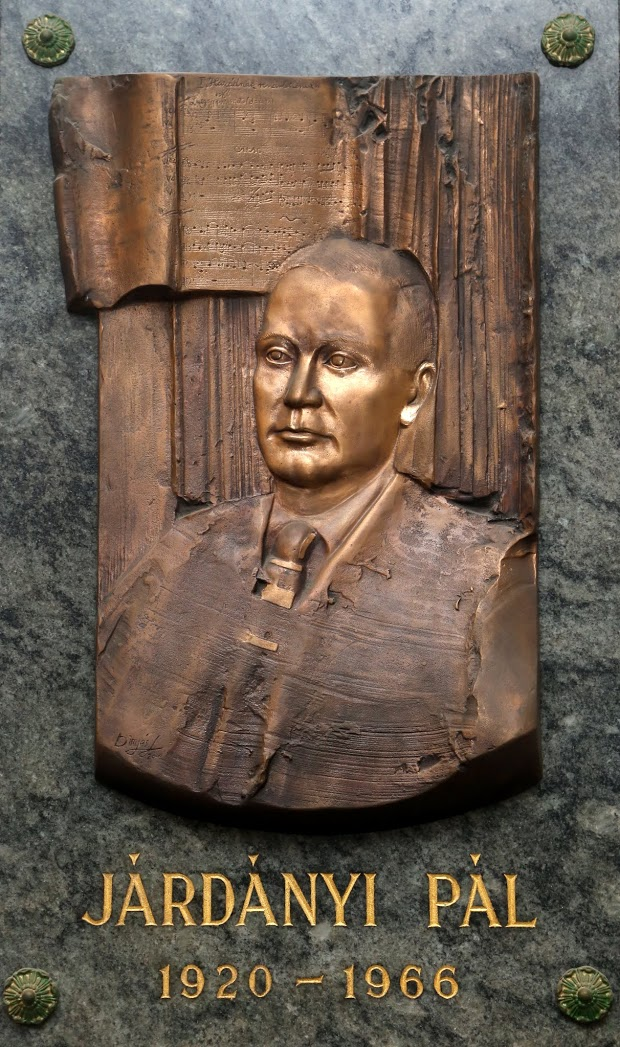

Járdányi studerade vid Liszt-akademien och var elev till Zoltán Kodály. Han arbetade sedan som musikkritiker och utnämndes 1946 till professor vid akademien. Vid sidan av läraryrket var han även tonsättare. Han stil påminde om läraren, Kodálys. Han komponerade en symfoni, en rapsodi, en konsert för harpa och kammarorkester, en concertino och olika kammarmusikaliska verk.
En musikskola i Budapest bär hans namn.